# 粗枝玉山竹
粗枝玉山竹（学名：Yushania pachyclada）为禾本科玉山竹属下的一个种。

## 扩展阅读
- 維基物種上的相關：粗枝玉山竹